# Горевка (приток Ичмы)
Горевка — река в России, протекает в Великоустюгском районе Вологодской области и Подосиновском районе Кировской области. Устье реки находится в 9 км по правому берегу реки Ичма. Длина реки составляет 13 км.
Исток реки находится на границе Кировской и Вологодской областей в 14 км к западу от посёлка Демьяново. Верхнее течение проходит по Вологодской, среднее по Кировской, в нижнем течении река вновь возвращается в Вологодскую область. Генеральное направление в верхнем течении — северо-восток, в нижнем — север. Всё течение проходит по ненаселённому лесному массиву, впадает в Ичму в урочище Плело километром южнее деревни Пестово.

## Данные водного реестра
По данным государственного водного реестра России и геоинформационной системы водохозяйственного районирования территории РФ, подготовленной Федеральным агентством водных ресурсов:
- Бассейновый округ — Двинско-Печорский
- Речной бассейн — Северная Двина
- Речной подбассейн — Малая Северная Двина
- Водохозяйственный участок — Юг
- Код водного объекта — 03020100212103000011634